# 최항묵
최항묵(崔恒默, 일본식 이름: 大山日剛오야마 히코, 大山剛오야마 고, 1885년 9월 7일 ~ 1976년 3월 9일)은 일제강점기의 관료로, 본적은 경상북도 청도군 각남면이다.

## 생애
1910년 4월 경상북도 관찰도 군주사를 역임했으며 같은 해 10월 조선총독부 군서기로 임명되었다. 1912년 8월 1일 일본 정부로부터 한국병합기념장을 받았고 1924년 6월 16일 경상북도 군위군수로 임명되었다.
1928년 11월 16일 일본 정부로부터 쇼와대례기념장, 1930년 12월 11일 훈6등 서보장을 받았으며 1934년 9월 14일 경상북도 영천군수로 임명되었다. 1935년 10월 1일 조선총독부로부터 시정 25주년 기념표창, 1935년 12월 7일 일본 정부로부터 훈5등 서보장을 받았고 1939년 4월 26일부터 1943년 3월 6일까지 경상북도 달성군수를 역임했다.
경상북도 영천군수와 달성군수 재직 시절 군수품 공출, 마필 징발, 국방사상 보급 및 선전, 비행기 헌납금 모집, 군인 및 유가족 위문, 국채 소화 및 저축 장려에 관한 업무를 수행했으며 1940년 4월 29일 중일 전쟁에 협력한 공로를 인정받아 일본 정부로부터 훈5등 쌍광욱일장을 받았다.
1938년 12월 28일 고등관 3등, 1939년 2월 1일 종5위에 각각 서위되었으며 1941년 12월 12일 일본 정부로부터 훈4등 서보장을 받았다. 1943년 4월 5일 특지에 의해 1급으로 승진하면서 정5위에 서위되었다. 민족문제연구소의 친일인명사전 수록자 명단의 관료 부문, 친일반민족행위진상규명위원회가 발표한 친일반민족행위 705인 명단에 포함되었다.

## 참고자료
- 친일반민족행위진상규명위원회 (2009). 〈최항묵〉. 《친일반민족행위진상규명 보고서 Ⅳ-18》. 서울. 526~534쪽.